# 深作光貞
深作 光貞（ふかさく みつさだ、1925年9月27日 - 1991年10月24日）は、日本の文化人類学者、評論家、歌人。

## 人物

### 文化人類学者として
京都大学文学部仏文科卒、東京大学大学院で石田英一郎に文化人類学を学ぶ。1952年にパリ・ソルボンヌ大学留学、1953年よりNHK欧州総局、1957年より毎日新聞パリ支局勤務。日南貿易取締役のかたわらアンコール・ワットの研究をする。1960年より東南アジアでのフィールドワークの後、フランス文学から文化人類学へ専門を変更。ワシントン州立大学客員教授、京都精華短期大学教授、学長、京都精華大学教授、奈良女子大学教授、明治学院大学教授を歴任した。カンボジアの地域研究を専門に、幅広い批評活動を行った。
また、百科事典『日本大百科全書』（小学館）の、「合図」などの項目を執筆した。

### 歌人として
1950年に宮柊二の呼びかけで集まった「泥の会」に、1951年より参加。他の参加者に岡部桂一郎、草柳繁一、山崎方代、森比左志など。プロレタリア短歌の雑誌「人民短歌」などに作品を発表した。1965年には中井英夫と組んで伝説的な歌誌「ジュルナール律」の編集兼発行人となり、村木道彦を世に出すなどの功績を残した。自ら資金を提供して寺山修司、塚本邦雄、菱川善夫などに執筆の場を与え、前衛短歌のフィクサーとして活動した。また、岡井隆を京都精華大学教授に招いた。

## 著書
- 『アンコール・ワット』角川文庫 1965
- 『メキシコのすべて』角川文庫 1967
- 『新宿考現学』角川書店 1968
- 『日本文化および日本人論 猿マネと毛づくろいの生態学』三一書房 1971
- 『反文明の世界 現代カンボジャ考』三一書房 1971
- 『呪術のすすめ』読売新聞社 1973
- 『海上の道他界への道 与那国沖縄からマダガスカルまで』世界思想社 1975
- 『日本人の笑い』玉川大学出版部・玉川選書 1977
- 『ミイラ文化誌』朝日選書 1977
- 『伝統のこころと視点』伝統的工芸品産業振興協会 1982
- 『「衣」の文化人類学 「下半身の装い」に探る人間の本性と変身への願望』PHP研究所 1983 21世紀図書館

### 共著
- 『コアレス世代 現代っ子の生活心理』斎藤光共著 創拓社 1980
- 『続・「衣」の文化人類学』相川佳予子共著 PHP研究所 1983 21世紀図書館

## 参考
- 『衣の文化人類学』著者紹介